# Adriano De Pierro
Adriano De Pierro (* 11. Januar 1991) ist ein italienisch-schweizerischer Fussballspieler, der seit Sommer 2022 bei Stade Nyonnais unter Vertrag steht.

## Spielerkarriere
De Pierro begann seine Karriere in der Saison 2008/09 beim FC Lausanne-Sport in der Challenge League, für dessen Profimannschaft er kein einziges Pflichtspiel bestritt. Im Juli 2009 wurde sein Transfer zum BSC Young Boys bekanntgegeben. Der Abwehrspieler erhielt angeblich einen Vierjahresvertrag bei den Bernern. Nachdem er in den ersten Monaten nicht eingesetzt worden war, debütierte er am 13. Februar 2010 im Heimspiel gegen den FC Luzern in der Axpo Super League. De Pierro wurde in der 83. Minute für den Mittelfeldakteur David Degen eingewechselt. Für die Saison 2011/12 wurde er zu Stade Nyonnais in die Challenge League verliehen.